# Роберт, граф на Женева
Роберт Женевски (на френски: Robert de Genève, † 974) е граф на Женева в Савоя от 963 до 974 г.

## Биография
Той е син на граф Конрад I Женевски (930 – 963) и брат на Алберт Женевски (960 – 1001).
Роберт се жени вероятно за Матилда Бургундска (* 969), дъщеря на крал Конрад III от Горна Бургундия, и втората му съпруга Матилда Френска, дъщеря на западнофранкския крал Луи IV и Герберга Саксонска.
Наследен е през 974 г. от брат му Алберт.